# Hugh Honour
Hugh Honour (Eastbourne, 26 settembre 1927 – Capannori, 19 maggio 2016) è stato uno storico dell'arte e scrittore inglese.

## Biografia
Nato nel Sussex, si specializzò in Storia dell'Arte al St. Catharine's College dell'Cambridge; lí incontrò John Fleming, uno storico dell'arte che divenne il suo compagno e collaboratore per tutta la vita, sino alla sua scomparsa nel 2001.
Nel 1953 ricoprì per un anno il ruolo di direttore aggiunto della City Art Gallery di Leeds, che ospita dipinti preraffaeliti e una Venere dello scultore Antonio Canova, del quale Honour divenne dagli anni Cinquanta un appassionato studioso, rivalutando il Neoclassicismo e il Romanticismo, ingiustamente sottovalutati a quel tempo.
Nel 1955 abbandonò l'Inghilterra per raggiungere in Italia John Fleming, che a Lerici era l'assistente dello scrittore Percy Lubbock. Richiamati dalla celebre esploratrice e saggista Freya Stark, si spostarono ad Asolo, dove risiedeva. Honour e Fleming scovarono nel 1960, in provincia di Lucca, la Villa Marchiò, sulle colline di Tofori, nel comune di Capannori.
I due studiosi furono incaricati da Allen Lane, il creatore dei Penguin Books, di creare la collana di saggi Style and Civilisation, divenuta celeberrima per includere capolavori come Mannerism di John Shearman, Gothic di George Henderson, Realism di Linda Nochlin e nel 1968 Neo-Classicism dello stesso Honour. 
Dalla collaborazione tra Honour e Fleming nasceranno i due dizionari dedicati all'Architettura (1972) e alle Arti Figurative (1977) e l'opera destinata a fama mondiale, A World History of Art, dagli albori al presente: apparsa nel 1982, è giunta alla settima edizione. 
Honour è morto a Villa Marchiò il 19 maggio 2016, quindici anni dopo Fleming.

## Opere
- (EN) Horace Walpole, Longmans, Green & CO., 1957.
- L'arte della cineseria (Chinoiserie. The Vision of Cathay, John Murray, 1961), Firenze, Sansoni, 1963.
- (EN) The Companion Guide to Venice, London, Collins, 1965.
- Neoclassicismo (Neo-Classicism, Style and Civilization, 1968), traduzione di R. Federici, Collana Saggi n.625, Torino, Einaudi, 1980, ISBN 978-88-06-50872-2.
- I Grandi Mobilieri, Milano, Mondadori, 1969.
- Orafi e Argentieri, traduzione di Elena Lante Rospigliosi Della Rovere, Milano, Mondadori, 1972.
- Il Romanticismo (Romanticism, 1979), traduzione di C. Zanon, Milano, Edizioni di Comunità, 1984, ISBN 978-88-245-0209-2.
- Dizionario delle arti minori e decorative, traduzione di L. Sosio e M. Vitta, Collana Opere illustrate, Milano, Feltrinelli, 1980, ISBN 978-88-07-69009-9.
- Nikolaus Pevsner, John Fleming, Hugh Honour, Dizionario di architettura, a cura di Renato Pedio, introduzione di Vittorio Gregotti, Collana Saggi, Torino, Einaudi, 1981, ISBN 978-88-06-51961-2.
- Hugh Honour, John Fleming, Storia universale dell'arte (A World History of Art), traduzione di Ettore Capriolo, Collana Grandi Opere, Bari, Laterza, 1982, ISBN 978-88-420-2083-7.
- (EN) Hugh Honour & John Fleming, The Venetian Hours of Henry James, Whistler and Sargent, Little Brown & Co., 1991.